# Castle Rock (Ross-Insel)
Der Castle Rock (englisch für Burgfels) ist ein Felsen, der 7 km nordöstlich der Südspitze der Hut-Point-Halbinsel im Südwesten der antarktischen Ross-Insel aufragt. Mit einer Höhe von 413 m ist er der höchste Punkt dieser Halbinsel.
Den deskriptiven Namen verlieh ihm der britische Polarforscher Robert Falcon Scott bei der von ihm geleiteten Discovery-Expedition (1901–1904).